# Товариство художників історичного живопису
Товариство художників історичного живопису, ТХІЖ (рос. Общество художников исторической живописи) — російське товариство художників, які писали на історичні теми.
Виникло в Москві в 1895, статут товариства був затверджений 16 серпня 1895.
Існувало до 1906, його мета полягала у сприянні розвитку історичного живопису Росії.
Перебувало під заступництвом Великого князя Сергія Олександровича. Влаштовувало виставки та конкурси, поширювало мистецькі видання історичного змісту.

## Голови товариства
- А. А. Карелін (1896—1900);
- К. Н. Горський (1900—1906).

Станом на 1898 було 36 членів.